# Aloe wickensii
Aloe wickensii é uma espécie de liliopsida do gênero Aloe, pertencente à família Asphodelaceae.